# Geoffrey Bouchard
Geoffrey Bouchard (ur. 1 kwietnia 1992 w Dijon) – francuski kolarz szosowy.

## Osiągnięcia
Opracowano na podstawie:

2018
- 1. miejsce w Tour Alsace
  - 1. miejsce na 2. etapie
- 3. miejsce w Tour du Gévaudan Occitanie

2019
- 1. miejsce w klasyfikacji górskiej Vuelta a España

2021
- 1. miejsce w klasyfikacji górskiej Giro d’Italia
- 3. miejsce w Paryż-Camembert

2022
- 1. miejsce na 1. etapie Tour of the Alps

2023
- 3. miejsce w Tour of Oman

## Rankingi
| Rok             | 2018 | 2019 | 2020 | 2021 | 2022 | 2023 | 2024  |
| --------------- | ---- | ---- | ---- | ---- | ---- | ---- | ----- |
| World Ranking   | 924. | 485. | 609. | 156. | 325. | 398. | 2367. |
| UCI Europe Tour | 562. | 374. | 495. | 134. | 262. | -    | -     |
|                 |      |      |      |      |      |      |       |
| Źródło: UCI     |      |      |      |      |      |      |       |